# Кокан Младеновић
Кокан Младеновић (Ниш, 30. април 1970) српски је позоришни редитељ и универзитетски професор.

## Биографија
Завршио је средњу глумачку школу у Нишу и дипломирао је позоришну и радио режију на Факултету драмских уметности у Београду у класи професора Мирослава Беловића и Николе Јевтића.
Обављао је функцију уметничког директора позоришта ДАДОВ, уметничког директора и сталног редитеља Народног позоришта у Сомбору, директора драме Народног позоришта у Београду и управника позоришта Атеље 212 у Београду.
Запослен је као ванредни професор на предмету позоришна режија на ФДУ у Београду.
Представе које је режирао игране су у позориштима Србије, Словеније, Мађарске, Црне Горе, Хрватске, Румуније, Босне и Херцеговине и Северне Македоније.

## Награде
- Награда „Бојан Ступица”[1]
- Пет Стеријиних награда[1]
- Награда „Бора Михајловић“[1]
- Награда Ардалион фестивала у Ужицу[1]
- Гранд приx за режију на Међународном позоришном фестивалу у Будимпешти[1]
- Четири награде Златни ћуран на Данима комедије у Јагодини[1]
- Четири награде Јоаким Вујић[1]
- Четири награде на Војвођанским сусретима позоришта[1]
- Пет награда на Фестивалу класике у Вршцу[1]
- Награда на Сусретима позоришта у Брчком[1]
- Две награде на Фестивалу позоришних праизведби у Параћину[1]
- Три награде на Фестивалу праизведби у Алексинцу[1]
- Награда за режију Мостарска лиска[1]
- Награда за режију фестивала у Котору[1]
- Златна плакета „Мокрањчевих дана“ у Неготину[1]
- Златна плакета „Дана Зорана Радмиловића“ у Зајечару[1]

## Театрографија
- Ждралово перје, 13.10.1991, Београд, Позориште „Бошко Буха” Београд[2]
- Повратак дон Жуана, 06.12.1992, Београд, Београдско драмско позориште[2]
- Маратонци трче почасни круг, 26.02.1993, Сомбор, Народно позориште[2]
- Фигарова женидба, 18.02.1994, Сомбор, Народно позориште[2]
- Буба у уху, 15.09.1994, Вршац, Народно позориште "Стерија" (Вршац)[2]
- Луди од љубави, 18.10.1994, Ниш, Народно позориште у Нишу[2]
- Алан Форд, 11.11.1994, Београд, Позориште на Теразијама[2]
- Развојни пут Боре Шнајдера, 31.01.1995, Београд, Народно позориште у Београду[2]
- ПУТУЈУЋЕ ПОЗОРИШТЕ РИКОТИ, 07.05.1995, Београд, Атеље 212[2]
- Мир, 29.02.1996, Београд, Позориште на Теразијама[2]
- Ревизор, 26.06.1996, Београд, Народно позориште[2]
- Мрешћење шарана, 03.12.1996, Шабац, Шабачко позориште[2]
- Буздован, 26.06.1997, Шабац, Шабачко позориште[2]
- Бетмен и луткар, 11.11.1997, Ниш, Позориште лутака[2]
- Афера недужне Анабеле, 17.12.1997, Сомбор, Народно позориште[2]
- Како засмејати господара, 23.04.1998, Ужице, Народно позориште Ужице[2]
- Дуго путовање у Јевропу, 11.09.1998, Шабац, Шабачко позориште[2]
- ВЕЛИКА СВЕСКА, 14.02.1999, Београд, Атеље 212[2]
- Ружење народа у два дела, 26.09.1999, Сомбор, Народно позориште[2]
- Пер Гинт, 23.05.2000, Ужице, Народно позориште[2]
- Богојављенска ноћ, 01.12.2000, Бања Лука, Народно позориште Републике Српске[2]
- Путујуће позориште Шопаловић, 06.03.2001, Београд, Народно позориште[2]
- Цуба либре, 30.04.2001, Нови Сад, [[Српско народно позориште[2]
- Слуга двају господара, 06.10.2001, Суботица, Народно позориште[2]
- Сестре по метли, 23.10.2001, Београд, Мало позориште Душко Радовић[2]
- Опсада цркве Светог Спаса, 23.02.2002, Сомбор, Народно позориште[2]
- Како засмејати господара, 20.04.2002, Бања Лука, Народно позориште Републике Српске[2]
- Баханалије, 18.10.2002, Суботица, Народно позориште[2]
- Мајстор и Маргарита, 22.03.2003, Сомбор, Народно позориште[2]
- Хобит, 11.05.2003, Београд, Позориште 'Бошко Буха'[2]
- СТРАХ И ЊЕГОВ СЛУГА, 06.08.2003, Београд, Атеље 212[2]
- Сан летње ноћи, 10.12.2003, Нови Сад, Српско народно позориште[2]
- Је ли било кнежеве вечере?, 04.04.2004, Ниш, Народно позориште[2]
- Сабрана дела Вилијема Шекспира (мушка верзија), 13.09.2004, Суботица, Народно позориште[2]
- Сабрана дела Вилијема Шекспира (женска верзија), 14.09.2004, Суботица, Народно позориште[2]
- Балкански шпијун, 29.01.2005, Сомбор, Народно позориште[2]
- Петар Пан, 25.03.2005, Београд, Мало позориште 'Душко Радовић'[2]
- Укроћена горопад, 05.06.2005, Зрењанин, Народно позориште „Тоша Јовановић”[2]
- Сабирни центар, 17.02.2006, Шабац, Шабачко позориште[2]
- Баш челик, 29.03.2006, Бања Лука, Дјечије позориште Републике Српске[2]
- Је ли било кнежеве вечере, 25.06.2006, Бања Лука, Народно позориште Републике Српске[2]
- Дисцо пигс, 27.07.2006, Београд, Београдско драмско позориште[2]
- Чикаго, 19.10.2006, Београд, Позориште на Теразијама[2]
- Последња смрт Френкија Сузице, 25.11.2006, Сомбор, Народно позориште[2]
- Аудиција, 12.01.2007, Зрењанин, Народно позориште 'Тоша Јовановић'[2]
- Ја или неко други, 23.03.2007, Нови Сад, Српско народно позориште[2]
- Ја, 23.03.2007, Нови Сад, Српско народно позориште[2]
- Амселфелд, 20.09.2007, Београд, Битеф театар[2]
- Скочиђевојка, 04.11.2007, Нови Сад, Српско народно позориште[2]
- Виа Балкан, 25.11.2007, Сомбор, Народно позориште[2]
- Одабрани и уништени, 14.02.2008, Ниш, Народно позориште[2]
- Маратонци трче почасни круг, 25.05.2008, Београд, Позориште на Теразијама[2]
- Нова страдија, 12.03.2009, Београд, Народно позориште[2]
- Наранцсöр, 17.04.2009, Нови Сад, Новосадско позориште - Úјвидéки сзíнхáз[2]
- Дундо Мароје, 26.06.2009, Крушевац, Крушевачко позориште[2]
- Коса, 03.02.2010, Београд, Атеље 212[2]
- Иза решетака, 14.10.2011, Крушевац, Крушевачко позориште[2]
- Збогом СФРЈ, 29.11.2011, Београд, Атеље 212[2]
- Представа Хамлета у селу Мрдуша Доња, 07.09.2012, Сомбор, Народно позориште[2]
- JELENTKEZZENEK A LEGJOBBAK, 21.09.2012, Novi Sad, Novosadsko pozorište - Újvidéki színház[2]
- Зона Замфирова, 09.11.2012, Београд, Позориште на Теразијама[2]
- Опера ултима, 2013, Нови Сад, Новосадско позориште - Újvidéki színház[2]
- Др Нушић, 25.04.2014, Сомбор, Народно позориште[2]
- Каубоји, 25.10.2014, Кикинда, Народно позориште[2]
- Јулије Цезар, 15.07.2015, Будва, Град театар - Тheatre citu[2]
- Јулије Цезар, 24.11.2015, Сомбор, Народно позориште[2]
- На Дрини ћуприја, 17.03.2016, Нови Сад, Српско народно позориште[2]
- Коштана, 05.08.2016, Нови Сад, Српско народно позориште[2]
- Јами дистрикт, 24.03.2017, Београд, Битеф театар[2]
- Рубиште, 23.05.2017, Шабац, Шабачко позориште[2]
- Felhő a nadrágban, 25.11.2017, Суботица, Позориште 'Kosztolányi Dezsö'[2]
- Кад би Сомбор био Холивуд, 17.02.2018, Сомбор, Народно позориште[2]
- Клошмерл, 23.04.2018, Београд, Београдско драмско позориште[2]
- Сан летње ноћи, 08.10.2019, Београд, Народно позориште[2]
- Густав је крив за све, 21.12.2019, Суботица, Pozorište 'Kosztolányi Dezsö'[2]